# کابلر پلیس (کالیفرنیا)
کابلر پلیس (به انگلیسی: Cubbler Place) یک منطقهٔ مسکونی در ایالات متحده آمریکا است که در شهرستان مندوسینو، کالیفرنیا واقع شده‌است. کابلر پلیس ۴۹۲ متر بالاتر از سطح دریا واقع شده‌است.